# Brienzersee
Brienzersee (fr. Lac de Brienz) – jezioro w południowej Szwajcarii, w Alpach Berneńskich o powierzchni 30 km² oraz maksymalnej głębokości – 261 m. Nazwa jeziora pochodzi od miasteczka Brienz znajdującego się na północnym brzegu jeziora.
Przez jezioro Brienz przepływa rzeka Aare, a uchodzą do niego rzeki Lütschine oraz Giessbach.
Większa miejscowość nad jeziorem to Interlaken.
Jezioro Brienz jest wykorzystywane do żeglugi.